# Revest-des-Brousses
Pour les articles homonymes, voir Revest.
Revest-des-Brousses est une commune française, située dans le département des Alpes-de-Haute-Provence en région Provence-Alpes-Côte d'Azur.
Le nom de ses habitants est Revestains.

## Géographie

### Localisation
Revest-des-Brousses est située à 7 km de Vachères et 14 km de Simiane-la-Rotonde.
La commune est membre du parc naturel régional du Luberon.

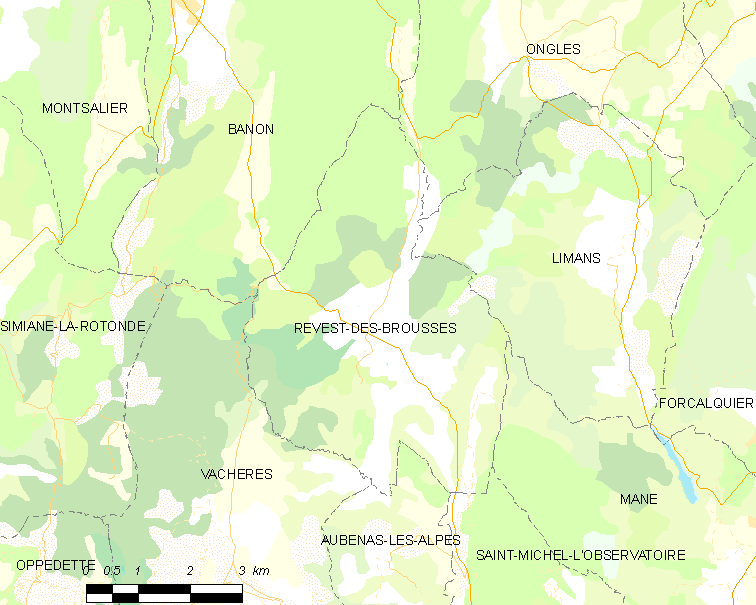
Revest-des-Brousses et les communes voisines (Cliquez sur la carte pour accéder à une grande carte avec la légende).

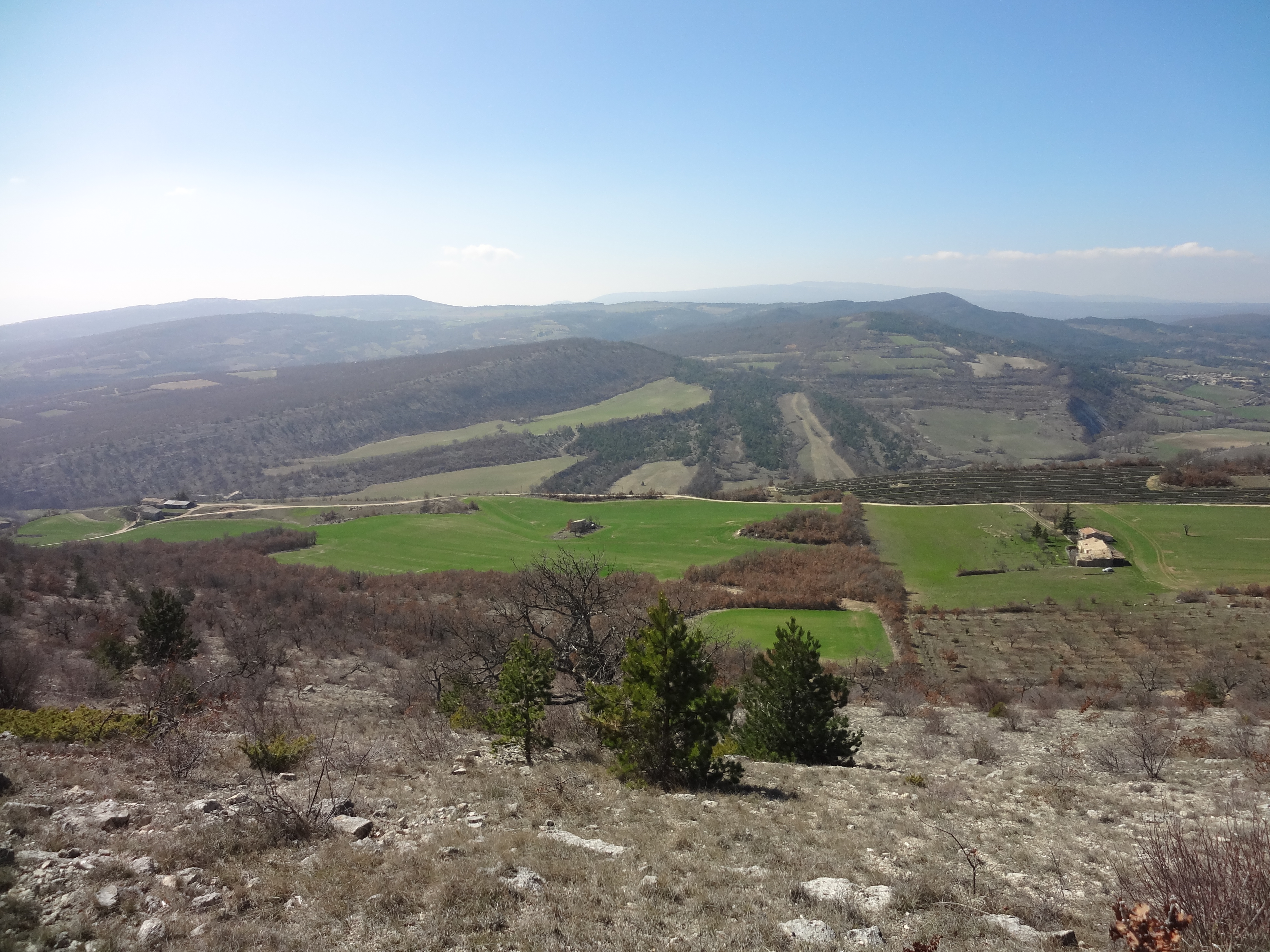
Collines et côte de Revest-des-Brousses : la Coueste de May.

Les communes limitrophes de Revest-des-Brousses sont Banon, Ongles, Limans, Mane, Aubenas-les-Alpes, Saint-Michel-l'Observatoire et Vachères.

### Géologie et relief
Le village est situé à 620 m d’altitude.
Le site FR9302008 à chauves-souris dit de « Vachères » se situe au nord-est du parc naturel régional du Luberon,.

### Hydrographie et les eaux souterraines
Cours d'eau sur la commune ou à son aval :
- Revest-des-Brousses est traversée par le Largue, et quelques ruisseaux de ses affluents,
- ravins de Pierrefeu, des Bernardières, de Rouibran, des Riou Touret, d'Aiguebelle.

Revest-des-Brousses dispose d'une station d'épuration d'une capacité de 350 équivalent-habitants.

### Environnement
La commune compte 1 218 ha de bois et forêts, soit plus de la moitié de sa superficie.

### Climat
Pour des articles plus généraux, voir Climat de Provence-Alpes-Côte d'Azur et Climat des Alpes-de-Haute-Provence.
En 2010, le climat de la commune est de type climat méditerranéen altéré, selon une étude du Centre national de la recherche scientifique s'appuyant sur une série de données couvrant la période 1971-2000. En 2020, Météo-France publie une typologie des climats de la France métropolitaine dans laquelle la commune est exposée à un climat de montagne ou de marges de montagne et est dans la région climatique Provence, Languedoc-Roussillon, caractérisée par une pluviométrie faible en été, un très bon ensoleillement (2 600 h/an), un été chaud (21,5 °C), un air très sec en été, sec en toutes saisons, des vents forts (fréquence de 40 à 50 % de vents > 5 m/s) et peu de brouillards.
Pour la période 1971-2000, la température annuelle moyenne est de 11,7 °C, avec une amplitude thermique annuelle de 17 °C. Le cumul annuel moyen de précipitations est de 883 mm, avec 6,4 jours de précipitations en janvier et 3,5 jours en juillet. Pour la période 1991-2020, la température moyenne annuelle observée sur la station météorologique de Météo-France la plus proche, « Dauphin », sur la commune de Dauphin à 12 km à vol d'oiseau, est de 12,6 °C et le cumul annuel moyen de précipitations est de 693,2 mm. 
La température maximale relevée sur cette station est de 42,1 °C, atteinte le 28 juin 2019 ; la température minimale est de −16,4 °C, atteinte le 7 février 2012,,.
Les paramètres climatiques de la commune ont été estimés pour le milieu du siècle (2041-2070) selon différents scénarios d'émission de gaz à effet de serre à partir des nouvelles projections climatiques de référence DRIAS-2020. Ils sont consultables sur un site dédié publié par Météo-France en novembre 2022.

### Voies de communication et transports

#### Voies routières
Revest-des-Brousses est desservi par la départementale RD 18, depuis Vachères, ou par la RD 55 depuis Saint-Michel-l'Observatoire.

#### Services autocars

##### Lignes régionales, réseauZou!
- 1 ligne Zou ! de PROXIMITE[15]. :

| Ligne | Tracé                                                                |
| ----- | -------------------------------------------------------------------- |
| 470   | Banon ↔ Revest-des-Brousses ↔ Saint-Michel-l'Observatoire ↔ Manosque |

### Lieux-dits et hameaux
En dehors du village, la commune comporte un hameau : Gubian.

## Urbanisme

### Typologie
Au 1er janvier 2024, Revest-des-Brousses est catégorisée commune rurale à habitat dispersé, selon la nouvelle grille communale de densité à 7 niveaux définie par l'Insee en 2022.
Elle est située hors unité urbaine et hors attraction des villes,.

### Occupation des sols
L'occupation des sols de la commune, telle qu'elle ressort de la base de données européenne d’occupation biophysique des sols Corine Land Cover (CLC), est marquée par l'importance des forêts et milieux semi-naturels (71,6 % en 2018), en diminution par rapport à 1990 (76,2 %). La répartition détaillée en 2018 est la suivante : 
forêts (42,3 %), milieux à végétation arbustive et/ou herbacée (29,2 %), zones agricoles hétérogènes (28 %), terres arables (0,4 %).
L'évolution de l’occupation des sols de la commune et de ses infrastructures peut être observée sur les différentes représentations cartographiques du territoire : la carte de Cassini (XVIIIe siècle), la carte d'état-major (1820-1866) et les cartes ou photos aériennes de l'IGN pour la période actuelle (1950 à aujourd'hui).

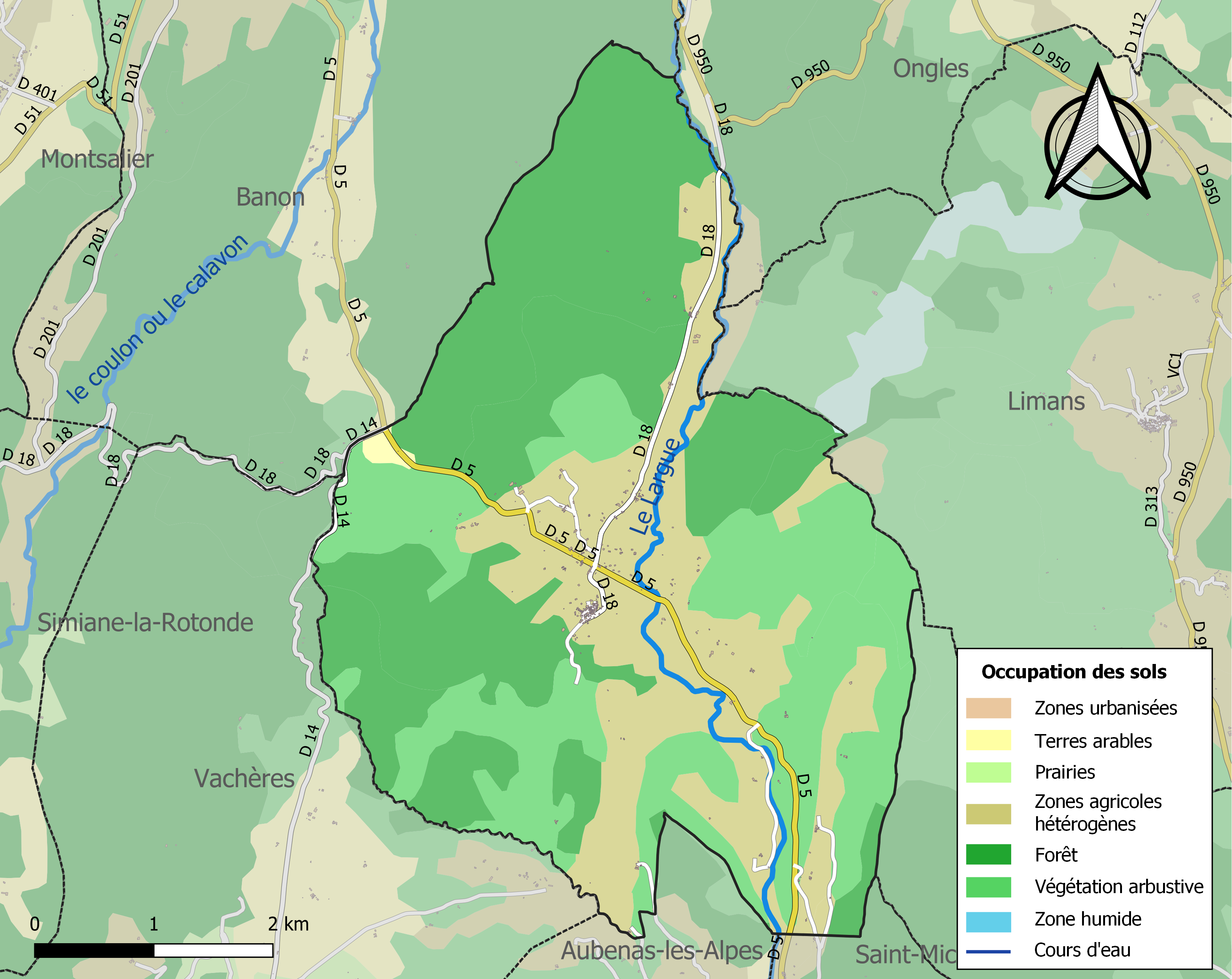
Carte de l'occupation des sols de la commune en 2018 (CLC).

### Planification de l'aménagement
La commune est soumise au règlement national d'urbanisme (RNU).

### Risques majeurs
Aucune des 200 communes du département n'est en zone de risque sismique nul. Le canton de Banon auquel appartenait Revest-des-Brousses jusqu'en mars 2015 est en zone 1a (sismicité très faible mais non négligeable) selon la classification déterministe de 1991, basée sur les séismes historiques, et en zone 3 (risque modéré) selon la classification probabiliste EC8 de 2011. La commune de Revest-des-Brousses est également exposée à trois autres risques naturels :
- feu de forêt ;
- inondation ;
- mouvement de terrain : des parties importantes de la commune sont concernées par un aléa moyen à fort[24].

La commune de Revest-des-Brousses n’est exposée à aucun des risques d’origine technologique recensés par la préfecture. Aucun plan de prévention des risques naturels prévisibles (PPR) n’existe pour la commune et le Dicrim n’existe pas.
La commune a été l’objet d’arrêtés de catastrophe naturelle en 1994, pour des inondations, des coulées de boue et des glissements de terrain.

## Toponymie
Le nom du village, tel qu’il apparaît la première fois en 1274 (de Revesto de Borossa), est tiré du provençal revèst, variante de revers, désignant un versant de montagne exposé au nord (et non au soleil ou un territoire remis en culture).

## Histoire
Le territoire de la commune est fréquenté au néolithique et au chalcolithique, comme l’attestent des découvertes archéologiques. Deux sites d’oppidum ont été occupés pendant la protohistoire, sur les collines de Saint-Laurent, au sud-ouest du village, et de la Tour de Revest, au sud.
Dans l’Antiquité, le territoire de Revest fait partie de celui des Sogiontiques (Sogiontii), dont le territoire s’étend du sud des Baronnies à la Durance. Les Sogiontiques sont fédérés aux Voconces, et après la conquête romaine, ils sont rattachés avec eux à la province romaine de Narbonnaise. Au IIe siècle, ils sont détachés des Voconces et forment une civitas distincte, avec pour capitale Segustero (Sisteron). Une voie romaine traverse la commune. Connu sous le nom de « chemin de la Poste », cette voie, arrive de Valsaintes, traverse le Gubian, et continue vers Ongles. Certaines sections sont bien conservées, la voie est encore dallée et des imposants murs de soutènement sont par endroits conservés.

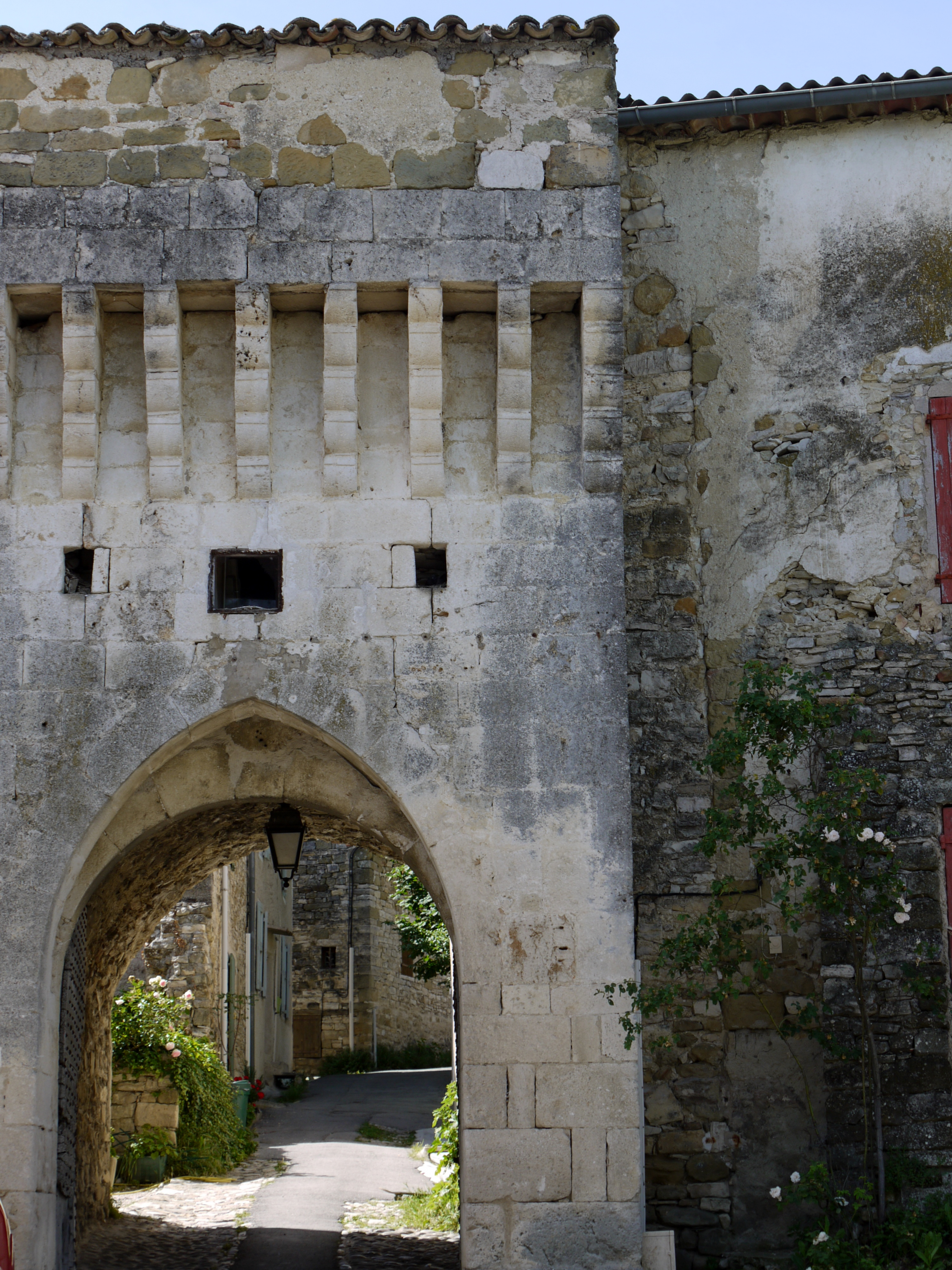
Porte fortifiée de Revest-des-Brousses.

La localité apparaît pour la première fois dans les chartes en 1274. L’église paroissiale relève d’abord des chapitres de Forcalquier et Sisteron, puis passe à l’abbaye de Cruis. Il est possible que les Hospitaliers aient installé, à Gubian, un hospice au prieuré Saint-Julien, destiné à accueillir les pèlerins vers Rome, sur l’itinéraire antique et médiéval qui passait par Ongles et Cruis.
Le fief appartient à la famille de Vachères du XIVe au XVIe siècle, puis passe aux Chanut (XVIIe siècle) et au Barrel-Pontevès au XVIIIe siècle. Au Moyen Âge, l’église dépendait de Revest de l’abbaye de Cruis, qui percevait les revenus attachés à cette église. La Madeleine est érigée en fief distinct en 1565.
Au XIXe siècle, on appela la commune Revest-des-Dames, à cause d’une épidémie qui épargna les femmes mais fit de nombreuses victimes chez les hommes.
Le coup d'État du 2 décembre 1851 commis par Louis-Napoléon Bonaparte contre la Deuxième République provoque un soulèvement armé dans les Basses-Alpes, en défense de la Constitution. Après l’échec de l’insurrection, une sévère répression poursuit ceux qui se sont levés pour défendre la République : vingt habitants de Revest-des-Brousses sont traduits devant la commission mixte, la majorité étant condamnés à la déportation en Algérie.
Comme de nombreuses communes du département, Revest-des-Brousses se dote d’une école bien avant les lois Ferry : en 1863, elle en possède déjà une qui dispense une instruction primaire aux garçons, au chef-lieu. La même instruction est donnée aux filles, bien que la loi Falloux (1851) n’impose l’ouverture d’une école de filles qu’aux communes de plus de 800 habitants.
Jusqu’au milieu du XXe siècle, la vigne était cultivée à Revest-des-Brousses. Le vin produit était destiné à l’autoconsommation. Cette culture est aujourd’hui abandonnée.

## Politique et administration
| Période                                  | Période   | Identité         | Étiquette      | Qualité |
| ---------------------------------------- | --------- | ---------------- | -------------- | ------- |
| Les données manquantes sont à compléter. |           |                  |                |         |
| mai 1945                                 | mai 1953  | Léon Guillermin  |                |         |
| mai 1953                                 | mars 1965 | Jules Rousset    |                |         |
| mars 1965                                | mars 1971 | Gaston Bonnefoy  |                |         |
| mars 1971                                | mars 1977 | Paul Rambaud     |                |         |
| mars 1977                                | mars 1989 | Pascal Bossut    |                |         |
| mars 1989                                | juin 1995 | Raymond Pastore  |                |         |
| juin 1995                                | mai 2020  | Brigitte Reynaud |                |         |
| 2020                                     | En cours  | Muriel Garau     | Sans étiquette |         |

### Intercommunalité
Revest-des-Brousses a fait partie, de 2002 à 2016, de la communauté de communes du Pays de Banon ; depuis le 1er janvier 2017, elle est membre de la communauté de communes Haute-Provence Pays de Banon.

### Budget et fiscalité
| Taxe                                        | Part communale | Part intercommunale | Part départementale | Part régionale |
| ------------------------------------------- | -------------- | ------------------- | ------------------- | -------------- |
| Taxe d'habitation                           | 4,60 %         | 0,55 %              | 5,53 %              | 0,00 %         |
| Taxe foncière sur les propriétés bâties     | 10,00 %        | 1,32 %              | 14,49 %             | 2,36 %         |
| Taxe foncière sur les propriétés non bâties | 30,01 %        | 4,18 %              | 47,16 %             | 8,85 %         |
| Taxe professionnelle                        | 12,24 %        | 0,94 %              | 10,80 %             | 3,84 %         |

La part régionale de la taxe d'habitation n'est pas applicable.
La taxe professionnelle est remplacée en 2010 par la cotisation foncière des entreprises portant sur la valeur locative des biens immobiliers et par la contribution sur la valeur ajoutée des entreprises (les deux formant la contribution économique territoriale qui est un impôt local instauré par la loi de finances pour 2010).

### Budget et fiscalité 2017
En 2017, le budget de la commune était constitué ainsi :
- total des produits de fonctionnement : 267 000 €, soit 946 € par habitant ;
- total des charges de fonctionnement : 207 000 €, soit 734 € par habitant ;
- total des ressources d'investissement : 156 000 €, soit 554 € par habitant ;
- total des emplois d'investissement : 122 000 €, soit 431 € par habitant ;
- endettement : 365 000 €, soit 1 296 € par habitant.

Avec les taux de fiscalité suivants :
- taxe d'habitation : 14,35 % ;
- taxe foncière sur les propriétés bâties : 14,67 % ;
- taxe foncière sur les propriétés non bâties : 46,19 % ;
- taxe additionnelle à la taxe foncière sur les propriétés non bâties : 0,00 % ;
- cotisation foncière des entreprises : 0,00 %.

Chiffres clés Revenus et pauvreté des ménages en 2015 : médiane en 2015 du revenu disponible, par unité de consommation : 17 544 €.

## Population et société

### Démographie

#### Évolution démographique
En 2022, Revest-des-Brousses comptait 264 habitants. À partir du XXIe siècle, les recensements réels des communes de moins de 10 000 habitants ont lieu tous les cinq ans (2007, 2012, 2017, etc. pour Revest-des-Brousses). Depuis 2004, les autres chiffres sont des estimations.
| 1765 | 1793 | 1800 | 1806 | 1821 | 1831 | 1836 | 1841 | 1846 |
| ---- | ---- | ---- | ---- | ---- | ---- | ---- | ---- | ---- |
| 505  | 557  | 327  | 516  | 616  | 640  | 652  | 634  | 649  |

| 1851 | 1856 | 1861 | 1866 | 1872 | 1876 | 1881 | 1886 | 1891 |
| ---- | ---- | ---- | ---- | ---- | ---- | ---- | ---- | ---- |
| 612  | 630  | 624  | 600  | 552  | 545  | 503  | 528  | 456  |

| 1896 | 1901 | 1906 | 1911 | 1921 | 1926 | 1931 | 1936 | 1946 |
| ---- | ---- | ---- | ---- | ---- | ---- | ---- | ---- | ---- |
| 410  | 436  | 351  | 383  | 506  | 312  | 287  | 246  | 224  |

| 1954 | 1962 | 1968 | 1975 | 1982 | 1990 | 1999 | 2006 | 2007 |
| ---- | ---- | ---- | ---- | ---- | ---- | ---- | ---- | ---- |
| 182  | 172  | 162  | 139  | 149  | 151  | 200  | 240  | 245  |

| 2012 | 2017 | 2022 | - | - | - | - | - | - |
| ---- | ---- | ---- | - | - | - | - | - | - |
| 272  | 268  | 264  | - | - | - | - | - | - |

| 1315    | 1471   |
| ------- | ------ |
| 61 feux | 2 feux |

L’histoire démographique de Revest-des-Brousses, après la saignée des XIVe et XVe siècles et le long mouvement de croissance jusqu’au début du XIXe siècle, est marquée par une période d’« étale » où la population reste relativement stable à un niveau élevé. Cette période dure de 1811 à 1866. L’exode rural provoque ensuite un mouvement de recul démographique de longue durée. En 1926, la commune a perdu plus de la moitié de sa population par rapport au maximum historique de 1841. Le mouvement de baisse ne s'interrompt définitivement que dans les années 1980. Depuis, la population de la commune a connu une croissance appréciable.

## Économie

### Aperçu général
En 2009, la population active s’élevait à 108 personnes, dont 10 chômeurs (six fin 2011). Ces travailleurs sont majoritairement salariés (70 %) et travaillent majoritairement hors de la commune (69 %).

### Agriculture
Fin 2010, le secteur primaire (agriculture, sylviculture, pêche) comptait 14 établissements actifs au sens de l’Insee (exploitants non professionnels inclus) et un emploi salarié.
Le nombre d’exploitations professionnelles, selon l’enquête Agreste du ministère de l’Agriculture, est de 10 en 2010. Il était de 12 en 2000, de 16 en 1988. Actuellement[Quand ?], ces exploitants sont principalement des éleveurs ovins (six exploitants). De 1988 à 2000, la surface agricole utile (SAU) a augmenté, de 521 à 638 ha, avant de connaître une forte diminution lors de la dernière décennie, à 361 ha en 2010.
Le Gaec l'Alpine des Collines, qui élève 300 chèvres sur 17 ha et transforme le lait, a été distingué par le conseil général en 2013, et a reçu un Banon d'or pour son fromage.
La culture de l’olivier est pratiquée dans la commune depuis des siècles, tout en étant limitée à des surfaces restreintes. La terroir de la commune se situe en effet à la limite altitudinale de l’arbre, qui ne peut que difficilement être exploité au-delà des 650 mètres.

### Artisanat et industrie
Fin 2010, le secteur secondaire (industrie et construction) comptait 13 établissements, employant neuf salariés.

### Activités de service
Fin 2010, le secteur tertiaire (commerces, services) comptait 16 établissements (avec deux emplois salariés), auxquels s’ajoutent les quatre établissements du secteur administratif (regroupé avec le secteur sanitaire et social et l’enseignement), salariant neuf personnes.
D'après l’Observatoire départemental du tourisme, la fonction touristique est d’une importance moyenne pour la commune. La seule structure d’hébergement à finalité touristique de la commune est un hôtel> non classé. Les résidences secondaires apportent un complément à la capacité d’accueil : au nombre de 80, elles représentent 39 % des logements,.
Restaurant Bistrot de pays Le Lupin Blanc,.

## Lieux et monuments
Un ancien château est situé au coeur, datant du milieu du XVIIe siècle. Plusieurs des tableaux représentant le village au XIXe siècle (école, lavoir, mairie, pont) sont conservés à la mairie, sont inscrits monuments historiques au titre objet. Sur la place, une maison date de 1582.
Le château du Villard construit à la fin du XVe siècle se visite sur réservation. Site:  https://www.chateauduvillard.com/
Le château de Sylvabelle est un grand bâtiment rectangulaire, encadré de quatre tours, construit au XVIIe siècle et agrandi jusqu’à la fin du XVIIIe siècle. Son pigeonnier compte 700 logements. Il a appartenu à Palhier de Sylvabelle, député aux Cinq-Cents.
De l’enceinte médiévale, il subsiste une partie de la muraille et le portail des Mourres, défendu par une bretèche (XIVe siècle selon Raymond Collier et l’Atlas, du siècle suivant selon la DRAC). L’ensemble est inscrit comme monument historique,.
Le bâtiment dit le château de Pontevez, ancien monastère des Servites, est en fait une bastide construite au XVIIe siècle, et fortement remaniée jusqu’au XIXe.
Deux ponts sont signalés par Guy Barruol :
- le pont de Gubian, emprunté par la RD 18 ;
- le pont sur le Largue, emprunté par la RD 5.

Au Plan, on trouve un pigeonnier.
L’église paroissiale Saint-Côme-et-Saint-Damien est reconstruite en 1833 et réparée en 1894 et dans les années 1970. La nef, longue de trois travées, est voûtée d’arêtes, et débouche dans un chœur voûté en cul-de-four. Le bas-côté nord est voûté d’arêtes, les deux autres de berceaux, le bas-côté sud est plus ancien (du XIVe siècle selon l’Atlas) et voûté d’ogives. Les culots sont ornés de feuillages (fin du XVIe siècle). L’ensemble des bas-côté est voûté très grossièrement. Le clocher est une tour construite au-dessus de la façade occidentale, en 1864. Le mobilier comprend un thabor en bois doré, figurant un ange supportant la console destinée à recevoir l’ostensoir à la manière d’un Atlas, de la seconde moitié du XIXe siècle et un ostensoir en argent doré, distinct, dont le pied est formé d’un ange debout. Cet ostensoir est du XIXe siècle, et aucun de ces deux objets n’est classé.
Dans l’église, se trouvent :
- un buste de saint Philippe en bois doré et peint, du XVIIe siècle[Col 9],[66] ;
- les portes du placard de l’église date du début du XVIIe siècle[Col 10],[67].

Son campanile de fer date de 1864, sa crèche du milieu du XIXe.

### Sites naturels
- Aven des Quatre.

## Équipements et services

### Enseignement
Établissements d'enseignements,:
- La commune est dotée d’une école primaire[70].
- Collèges à banon, Forcalquier, Manosque,
- Lycées à Manosque.

### Sports
- Aire de jeux et d’accueil[71].avec des équipements sportifs (street work out, blocs d'escalade, appareils de musculation, jeux pour enfants), un terrain de foot, des tables et de l'espace ombragé. Ainsi qu'un bâtiment avec un accès aux toilettes et à l'eau.

### Santé
Professionnels et établissements de santé :
- Médecins à Saint-Michel-l'Observatoire, Banon, Reillanne,
- Pharmacies à Banon, Mane, Forcalquier,
- Hôpitaux à Manosque, Oraison,
- Centre hospitalier de Digne-les-Bains.

## Vie locale
La ludothèque itinérante « LudoBrousse ». Installée à Revest des Brousses depuis 2007, l'association propose du jeu pour tous les publics sur place et en itinérance dans un rayon d'environ 30 km.

### Cultes
La commune fait partie du secteur paroissial Montagne de Lure qui comprend 18 communes. Le culte est célébré alternativement dans chacune des églises du secteur.

## Personnalités liées à la commune
- Aimée Castain (1917-2015), bergère et peintre.
- Jules Mougin (1912-2010), facteur-poète.
- Palhier de Sylvabelle (1748-1822), maire de Simiane, député aux Cinq-Cents.

## Héraldique
| Blason de Revest-des-Brousses | Blason  | D'azur à une vache passante d'or sur une terrasse de sable,. |
| Blason de Revest-des-Brousses | Détails | Le statut officiel du blason reste à déterminer.             |